# Mistrzostwa świata do lat 18 w hokeju na lodzie mężczyzn 2024 (II Dywizja)
Mistrzostwa świata do lat 18 w hokeju na lodzie mężczyzn II dywizji 2024 odbyły się w dwóch państwach: w Polsce (Sosnowiec) oraz w Hiszpanii (Puigcerdà). Zawody grupy A rozegrane zostały w dniach 17–23 kwietnia 2024 roku, natomiast grupy B w dniach 17–23 marca 2024.
W mistrzostwach drugiej dywizji uczestniczyło 12 zespołów, które zostały podzielone na dwie grupy po 6 zespołów. Rozgrywały one mecze systemem każdy z każdym. Pierwsza drużyna turnieju grupy A awansowała do mistrzostw świata dywizji I Grupy B, ostatni zespół grupy A zagrał w grupie B, zastępując zwycięzcę turnieju grupy B. Najsłabsza drużyna grupy B spadła do trzeciej dywizji.
Hale, w których odbyły się zawody to:
- Stadion Zimowy, w Sosnowcu
- Polisportiu, w Puigcerdzie

## Grupa A
Wyniki
| 17 kwietnia 2024 | Chorwacja | 13:00 | Rumunia | Stadion Zimowy, Sosnowiec |

| 17 kwietnia 2024 | Wielka Brytania | 16:30 | Polska | Stadion Zimowy, Sosnowiec |

| 17 kwietnia 2024 | Holandia | 20:00 | Serbia | Stadion Zimowy, Sosnowiec |

| 18 kwietnia 2024 | Chorwacja | 13:00 | Wielka Brytania | Stadion Zimowy, Sosnowiec |

| 18 kwietnia 2024 | Rumunia | 16:30 | Holandia | Stadion Zimowy, Sosnowiec |

| 18 kwietnia 2024 | Polska | 20:00 | Serbia | Stadion Zimowy, Sosnowiec |

| 20 kwietnia 2024 | Wielka Brytania | 13:00 | Serbia | Stadion Zimowy, Sosnowiec |

| 20 kwietnia 2024 | Polska | 16:30 | Rumunia | Stadion Zimowy, Sosnowiec |

| 20 kwietnia 2024 | Chorwacja | 20:00 | Holandia | Stadion Zimowy, Sosnowiec |

| 21 kwietnia 2024 | Rumunia | 13:00 | Wielka Brytania | Stadion Zimowy, Sosnowiec |

| 21 kwietnia 2024 | Serbia | 16:30 | Chorwacja | Stadion Zimowy, Sosnowiec |

| 21 kwietnia 2024 | Holandia | 20:00 | Polska | Stadion Zimowy, Sosnowiec |

| 23 kwietnia 2024 | Serbia | 13:00 | Rumunia | Stadion Zimowy, Sosnowiec |

| 23 kwietnia 2024 | Wielka Brytania | 16:30 | Holandia | Stadion Zimowy, Sosnowiec |

| 23 kwietnia 2024 | Polska | 20:00 | Chorwacja | Stadion Zimowy, Sosnowiec |

Tabela
| Lp. | Zespół          | M | Pkt | Z | Zd | Pd | P | G+ | G- | +/− |
| --- | --------------- | - | --- | - | -- | -- | - | -- | -- | --- |
| 1   | Chorwacja       | 0 | 0   | 0 | 0  | 0  | 0 | 0  | 0  | 0   |
| 2   | Holandia        | 0 | 0   | 0 | 0  | 0  | 0 | 0  | 0  | 0   |
| 3   | Polska          | 0 | 0   | 0 | 0  | 0  | 0 | 0  | 0  | 0   |
| 4   | Rumunia         | 0 | 0   | 0 | 0  | 0  | 0 | 0  | 0  | 0   |
| 5   | Serbia          | 0 | 0   | 0 | 0  | 0  | 0 | 0  | 0  | 0   |
| 6   | Wielka Brytania | 0 | 0   | 0 | 0  | 0  | 0 | 0  | 0  | 0   |

    = awans do I dywizji grupy B
    = utrzymanie w II dywizji grupie A
    = spadek do II dywizji grupy B

## Grupa B
Wyniki
| 17 marca 2024 | Chiny | 6:3 | Australia | Polisportiu, Puigcerdà |

| Szczegóły      | Szczegóły | Szczegóły       | Szczegóły                                                        | Szczegóły                                                                                            |
| -------------- | --- | --------------- | ---------------------------------------------------------------- | --- |
| Godzina: 13:00 | Meng F. (PP) 03:43 Huang Y. (EQ) 05:06 Jiang S. (EQ) 15:43 Sun J. (PP) 38:21 Huang Y. (EQ) 44:37 Xu Z. (SH) 47:29 | (3:3, 1:0, 2:0) | 09:50 (EQ) L. Sucher 12:04 (PS) B. Jerome 19:07 (EQ) I. Kuleshov | Widzów: 67 Sędzia główny: Federico Giacomozzi Sędziowie liniowi: Aleix Espino Luis Estirado Revuelta |
| Godzina: 13:00 | 6 min. kar |                 | 10 min. kar                                                      | Widzów: 67 Sędzia główny: Federico Giacomozzi Sędziowie liniowi: Aleix Espino Luis Estirado Revuelta |

| 17 marca 2024 | Izrael | 6:7 | Bułgaria | Polisportiu, Puigcerdà |

| Szczegóły      | Szczegóły | Szczegóły       | Szczegóły | Szczegóły                                                                                    |
| -------------- | --- | --------------- | --- | -------------------------------------------------------------------------------------------- |
| Godzina: 16:30 | N. Zitserman (PP) 08:23 Y. Melnikov (EQ) 24:02 N. Zitserman (PP) 26:33 S. Goldshtein (PP2) 27:38 A. Elkin (SH) 30:34 N. Zitserman (PP) 47:15 | (1:3, 4:3, 1:1) | 09:26 (PP) B. Dikow 10:11 (EQ) B. Ilijew 12:40 (EQ) D. Mładenow 33:53 (PP) D. McMullin 34:55 (EQ) A. Stanimirow 36:53 (SH) A. Stanimirow 50:36 (EQ) B. Ilijew | Widzów: 87 Sędzia główny: Nicolaas van Grinsven Sędziowie liniowi: Michal Axman Hamish Young |
| Godzina: 16:30 | 35 min. kar |                 | 41 min. kar | Widzów: 87 Sędzia główny: Nicolaas van Grinsven Sędziowie liniowi: Michal Axman Hamish Young |

| 17 marca 2024 | Chińskie Tajpej | 0:6 | Hiszpania | Polisportiu, Puigcerdà |

| Szczegóły      | Szczegóły   | Szczegóły       | Szczegóły | Szczegóły                                                                                   |
| -------------- | ----------- | --------------- | --- | ------------------------------------------------------------------------------------------- |
| Godzina: 20:00 |             | (0:1, 0:2, 0:3) | 13:30 (EQ) J. Lacasta 25:41 (EQ) E. Fernandez 31:59 (EQ) M. Segurola 41:44 (PP) J. Lacasta 42:19 (EQ) E. Fernandez 49:42 (PP) J. Lacasta | Widzów: 275 Sędzia główny: Seedo Janssen Sędziowie liniowi: Sebastien Duc Alexander Kaptain |
| Godzina: 20:00 | 12 min. kar |                 | 10 min. kar | Widzów: 275 Sędzia główny: Seedo Janssen Sędziowie liniowi: Sebastien Duc Alexander Kaptain |

| 18 marca 2024 | Australia | 12:4 | Izrael | Polisportiu, Puigcerdà |

| Szczegóły      | Szczegóły | Szczegóły       | Szczegóły                                                                                   | Szczegóły                                                                                 |
| -------------- | --- | --------------- | ------------------------------------------------------------------------------------------- | ----------------------------------------------------------------------------------------- |
| Godzina: 13:00 | J. Lake (PP) 08:24 L. Sucher (PP) 13:36 J. Lake (EQ) 15:21 J. Lake (EQ) 17:32 I. Kuleshov (EQ) 18:12 T. Oxlade (PP) 25:52 B. Warden (SH) 29:04 B. Jerome (EQ) 31:16 I. Kuleshov (SH) 45:36 L. Sucher (EQ) 49:03 L. Ouimette (EQ) 58:40 B. Jerome (PP) 59:45 | (5:2, 3:1, 4:1) | 01:52 (PP) N. Zitserman 03:03 (EQ) A. Elkin 39:54 (PP) N. Ougortsin 47:44 (PP) N. Zitserman | Widzów: 69 Sędzia główny: Seedo Janssen Sędziowie liniowi: Aleix Espino Alexander Kaptain |
| Godzina: 13:00 | 14 min. kar |                 | 16 min. kar                                                                                 | Widzów: 69 Sędzia główny: Seedo Janssen Sędziowie liniowi: Aleix Espino Alexander Kaptain |

| 18 marca 2024 | Chiny | 5:3 | Chińskie Tajpej | Polisportiu, Puigcerdà |

| Szczegóły      | Szczegóły                                                                                | Szczegóły       | Szczegóły                                                        | Szczegóły                                                                                      |
| -------------- | ---------------------------------------------------------------------------------------- | --------------- | ---------------------------------------------------------------- | ---------------------------------------------------------------------------------------------- |
| Godzina: 16:30 | Xu Z. (EQ) 18:25 Wu J. (EQ) 26:13 Meng F. (EQ) 35:49 Xu Z. (EQ) 36:31 Wang Y. (EQ) 47:40 | (1:1, 3:1, 1:1) | 19:24 (EQ) Wang Y.-A. 21:23 (EQ) Liu K.-T. 44:51 (PP) Chan S.-H. | Widzów: 60 Sędzia główny: Paweł Kosidło Sędziowie liniowi: Luis Estirado Revuelta Hamish Young |
| Godzina: 16:30 | 18 min. kar                                                                              |                 | 16 min. kar                                                      | Widzów: 60 Sędzia główny: Paweł Kosidło Sędziowie liniowi: Luis Estirado Revuelta Hamish Young |

| 18 marca 2024 | Hiszpania | 4:5 pd. | Bułgaria | Polisportiu, Puigcerdà |

| Szczegóły      | Szczegóły                                                                                     | Szczegóły            | Szczegóły | Szczegóły                                                                                 |
| -------------- | --------------------------------------------------------------------------------------------- | -------------------- | --- | ----------------------------------------------------------------------------------------- |
| Godzina: 20:00 | D. Martinez (EQ) 02:28 E. Fernandez (EQ) 04:10 R. Morillas (PP) 09:07 J. Fernandez (PP) 22:31 | (3:1, 1:0, 0:3, 0:1) | 13:36 (EQ) K. Pandyłow 41:03 (EQ) A. Kożuharow 54:49 (EQ) K. Pandyłow 58:07 (PP) A. Stanimirow 60:26 (EQ) A. Stanimirow | Widzów: 248 Sędzia główny: Federico Giacomozzi Sędziowie liniowi: Michal Axman Chi Hongda |
| Godzina: 20:00 | 16 min. kar                                                                                   |                      | 12 min. kar | Widzów: 248 Sędzia główny: Federico Giacomozzi Sędziowie liniowi: Michal Axman Chi Hongda |

| 20 marca 2024 | Chińskie Tajpej | 2:8 | Bułgaria | Polisportiu, Puigcerdà |

| Szczegóły      | Szczegóły                                    | Szczegóły       | Szczegóły | Szczegóły                                                                            |
| -------------- | -------------------------------------------- | --------------- | --- | ------------------------------------------------------------------------------------ |
| Godzina: 13:00 | Chen Y.-C. (EQ) 08:22 Chang Y.-S. (PP) 54:56 | (1:3, 0:3, 1:2) | 08:31 (EQ) K. Pandyłow 08:51 (EQ) D. McMullin 18:25 (PP) L. Asparuchow 21:17 (EQ) A. Kożuharow 26:23 (EQ) D. McMullin 33:11 (PP) A. Kożuharow 41:15 (PP) K. Pandyłow 47:16 (EQ) D. McMullin | Widzów: 33 Sędzia główny: Paweł Kosidło Sędziowie liniowi: Aleix Espino Hamish Young |
| Godzina: 13:00 | 10 min. kar                                  |                 | 6 min. kar | Widzów: 33 Sędzia główny: Paweł Kosidło Sędziowie liniowi: Aleix Espino Hamish Young |

| 20 marca 2024 | Chiny | 7:4 | Izrael | Polisportiu, Puigcerdà |

| Szczegóły      | Szczegóły | Szczegóły       | Szczegóły                                                                                         | Szczegóły                                                                                 |
| -------------- | --- | --------------- | ------------------------------------------------------------------------------------------------- | ----------------------------------------------------------------------------------------- |
| Godzina: 16:30 | Huang Y. (EQ) 01:09 Qian J. (EQ) 19:02 Wu J. (EQ) 22:05 Huang Y. (EQ) 33:30 Xu Z. (EQ) 37:41 Wu J. (EQ) 39:26 Sun J. (PP) 39:59 | (2:1, 5:2, 0:1) | 13:53 (PP) N. Ougortsin 20:26 (EQ) S. Goldshtein 27:03 (PP) S. Goldshtein 56:36 (EQ) N. Zitserman | Widzów: 130 Sędzia główny: Federico Giacomozzi Sędziowie liniowi: Michal Axman Chi Hongda |
| Godzina: 16:30 | 12 min. kar |                 | 10 min. kar                                                                                       | Widzów: 130 Sędzia główny: Federico Giacomozzi Sędziowie liniowi: Michal Axman Chi Hongda |

| 20 marca 2024 | Hiszpania | 7:1 | Australia | Polisportiu, Puigcerdà |

| Szczegóły      | Szczegóły | Szczegóły       | Szczegóły            | Szczegóły                                                                                                |
| -------------- | --- | --------------- | -------------------- | --- |
| Godzina: 20:00 | H. Perez (PP) 03:19 J. Sanz (EQ) 24:05 E. Fernandez (EQ) 28:32 R. Morillas (EQ) 31:40 H. Perez (PP) 33:15 P. Cortes (EQ) 42:32 J. Sanz (EQ) 44:00 | (1:1, 4:0, 2:0) | 16:08 (EQ) B. Jerome | Widzów: 455 Sędzia główny: Nicolaas van Grinsven Sędziowie liniowi: Sebastien Duc Luis Estirado Revuelta |
| Godzina: 20:00 | 14 min. kar |                 | 10 min. kar          | Widzów: 455 Sędzia główny: Nicolaas van Grinsven Sędziowie liniowi: Sebastien Duc Luis Estirado Revuelta |

| 21 marca 2024 | Bułgaria | 2:7 | Chiny | Polisportiu, Puigcerdà |

| Szczegóły      | Szczegóły                                   | Szczegóły       | Szczegóły | Szczegóły                                                                             |
| -------------- | ------------------------------------------- | --------------- | --- | ------------------------------------------------------------------------------------- |
| Godzina: 13:00 | A. Iwanow (EQ) 04:03 D. McMullin (EQ) 35:42 | (1:4, 1:2, 0:1) | 06:41 (EQ) Huang Y. 08:21 (EQ) Meng F. 10:18 (EQ) Guo H. 11:39 (EQ) Jin J. 23:12 (EQ) Xu Z. 35:55 (EQ) Guo H. 53:12 (EQ) Geng Y. | Widzów: 25 Sędzia główny: Seedo Janssen Sędziowie liniowi: Sebastien Duc Aleix Espino |
| Godzina: 13:00 | 10 min. kar                                 |                 | 31 min. kar | Widzów: 25 Sędzia główny: Seedo Janssen Sędziowie liniowi: Sebastien Duc Aleix Espino |

| 21 marca 2024 | Australia | 4:5 pd. | Chińskie Tajpej | Polisportiu, Puigcerdà |

| Szczegóły      | Szczegóły                                                                         | Szczegóły            | Szczegóły | Szczegóły                                                                                         |
| -------------- | --------------------------------------------------------------------------------- | -------------------- | --- | ------------------------------------------------------------------------------------------------- |
| Godzina: 16:30 | L. Sucher (EQ) 42:09 B. Hodges (EQ) 49:26 B. Hodges (EQ) 55:02 J. Lake (EQ) 57:03 | (0:0, 0:4, 4:0, 0:1) | 25:48 (EQ) Hao Y.-S. 27:39 (PP) Chen Y.-C. 28:39 (EQ) Wang K.-C. 38:36 (EQ) Peng K.-C. 64:59 (EQ) Chien C.-H. | Widzów: 67 Sędzia główny: Nicolaas van Grinsven Sędziowie liniowi: Michal Axman Alexander Kaptain |
| Godzina: 16:30 | 4 min. kar                                                                        |                      | 4 min. kar | Widzów: 67 Sędzia główny: Nicolaas van Grinsven Sędziowie liniowi: Michal Axman Alexander Kaptain |

| 21 marca 2024 | Izrael | 1:11 | Hiszpania | Polisportiu, Puigcerdà |

| Szczegóły      | Szczegóły            | Szczegóły       | Szczegóły | Szczegóły                                                                           |
| -------------- | -------------------- | --------------- | --- | ----------------------------------------------------------------------------------- |
| Godzina: 20:00 | V. Lissov (EQ) 47:26 | (0:2, 0:6, 1:3) | 09:48 (PP) Dav. Martinez 16:54 (EQ) H. Perez 22:16 (PP) C. Vilar Cabello 22:46 (EQ) E. Gonzalez 26:31 (EQ) R. Morillas 27:27 (EQ) J. Fernandez 30:06 (EQ) Dar. Martinez 37:25 (EQ) A. Barcelona 43:17 (PP) J. Lacasta 54:18 (EQ) C. Vilar Cabello 58:42 (PP) E. Fernandez | Widzów: 320 Sędzia główny: Paweł Kosidło Sędziowie liniowi: Chi Hongda Hamish Young |
| Godzina: 20:00 | 68 min. kar          |                 | 16 min. kar | Widzów: 320 Sędzia główny: Paweł Kosidło Sędziowie liniowi: Chi Hongda Hamish Young |

| 23 marca 2024 | Chińskie Tajpej | 5:3 | Izrael | Polisportiu, Puigcerdà |

| Szczegóły      | Szczegóły                                                                                                   | Szczegóły       | Szczegóły                                                            | Szczegóły                                                                                       |
| -------------- | --- | --------------- | -------------------------------------------------------------------- | ----------------------------------------------------------------------------------------------- |
| Godzina: 13:00 | Liao W.-Y. (EQ) 14:45 Wang Y.-A. (EQ) 16:08 Chen P.-A. (EQ) 46:05 Hao Y.-S. (SH) 48:20 Hao Y.-S. (PP) 57:02 | (2:0, 0:3, 3:0) | 23:25 (PP) N. Zitserman 24:34 (EQ) V. Lissov 30:03 (EQ) N. Zitserman | Widzów: 70 Sędzia główny: Federico Giacomozzi Sędziowie liniowi: Aleix Espino Alexander Kaptain |
| Godzina: 13:00 | 4 min. kar                                                                                                  |                 | 10 min. kar                                                          | Widzów: 70 Sędzia główny: Federico Giacomozzi Sędziowie liniowi: Aleix Espino Alexander Kaptain |

| 23 marca 2024 | Bułgaria | 1:3 | Australia | Polisportiu, Puigcerdà |

| Szczegóły      | Szczegóły             | Szczegóły       | Szczegóły                                                           | Szczegóły                                                                                     |
| -------------- | --------------------- | --------------- | ------------------------------------------------------------------- | --------------------------------------------------------------------------------------------- |
| Godzina: 16:30 | A. Todorow (EQ) 07:53 | (1:0, 0:0, 0:3) | 51:45 (EQ) M. Tutton 53:18 (EQ) H. Campbell 59:49 (EQ/ENG) R. Nalos | Widzów: 120 Sędzia główny: Paweł Kosidło Sędziowie liniowi: Chi Hongda Luis Estirado Revuelta |
| Godzina: 16:30 | 0 min. kar            |                 | 0 min. kar                                                          | Widzów: 120 Sędzia główny: Paweł Kosidło Sędziowie liniowi: Chi Hongda Luis Estirado Revuelta |

| 23 marca 2024 | Hiszpania | 2:8 | Chiny | Polisportiu, Puigcerdà |

| Szczegóły      | Szczegóły                                      | Szczegóły       | Szczegóły | Szczegóły                                                                              |
| -------------- | ---------------------------------------------- | --------------- | --- | -------------------------------------------------------------------------------------- |
| Godzina: 20:00 | J. Fernandez (PP) 16:19 M. Segurola (EQ) 19:12 | (2:4, 0:2, 0:2) | 09:41 (EQ) Xu Z. 12:31 (EQ) Qian J. 14:57 (EQ) Xu Z. 15:10 (EQ) Guo H. 23:03 (EQ) Xu Z. 29:16 (EQ) Huang Y. 47:37 (EQ) Huang Y. 52:49 (EQ) Jiang S. | Widzów: 752 Sędzia główny: Seedo Janssen Sędziowie liniowi: Michal Axman Sebastien Duc |
| Godzina: 20:00 | 10 min. kar                                    |                 | 10 min. kar | Widzów: 752 Sędzia główny: Seedo Janssen Sędziowie liniowi: Michal Axman Sebastien Duc |

Tabela
| Lp. | Zespół          | M | Pkt | Z | Zd | Pd | P | G+ | G- | +/− |
| --- | --------------- | - | --- | - | -- | -- | - | -- | -- | --- |
| 1   | Chiny           | 5 | 15  | 5 | 0  | 0  | 0 | 33 | 14 | +19 |
| 2   | Hiszpania       | 5 | 10  | 3 | 0  | 1  | 1 | 30 | 15 | +15 |
| 3   | Bułgaria        | 5 | 8   | 2 | 1  | 0  | 2 | 23 | 22 | +1  |
| 4   | Australia       | 5 | 7   | 2 | 0  | 1  | 2 | 23 | 23 | 0   |
| 5   | Chińskie Tajpej | 5 | 5   | 1 | 1  | 0  | 3 | 15 | 26 | -11 |
| 6   | Izrael          | 5 | 0   | 0 | 0  | 0  | 5 | 18 | 42 | -24 |

    = awans do II dywizji grupy A
    = utrzymanie w II dywizji grupie B
    = spadek do III dywizji grupy A
Statystyki indywidualne
- Klasyfikacja strzelców:  Xu Ziheng
 Nikita Zitserman: 8 goli[1]
- Klasyfikacja asystentów:  Huang Yixiang: 8 asyst[2]
- Klasyfikacja kanadyjska:  Xu Ziheng: 15 punktów[3]
- Klasyfikacja kanadyjska obrońców:  Juan Fernandez: 6 punktów[4]
- Klasyfikacja +/−:  Xu Ziheng: +18[5]
- Klasyfikacja skuteczności interwencji bramkarzy:  Georgi Milanow: 90,57%[6]
- Klasyfikacja średniej goli straconych na mecz bramkarzy:  Guillermo Esteban: 2,49
- Klasyfikacja minut kar:  Shon Kazinetz: 38 minut[7]

Nagrody indywidualne
Dyrektoriat turnieju wybrał trójkę najlepszych zawodników, po jednym na każdej pozycji:
- Bramkarz:  Enrique Mampel
- Obrońca:  Bogomił Dikow
- Napastnik:  Huang Yixiang